# Klordioxid

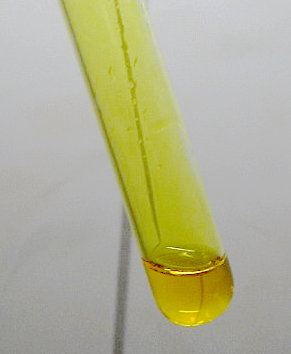

Klordioxid (ClO2) är en av flera möjliga föreningar mellan syre och klor. Klordioxiden är den tekniskt viktigaste av dessa, och även den minst instabila, även om den i ren form lätt exploderar. Den är en radikal och en gas som är lättlöslig i vatten.

## Egenskaper
Vid rumstemperatur är den en instabil gas, gul-röd till färgen, som kondenserar vid 10 °C till en rödbrun, klorluktande vätska. Vid minus 59 °C stelnar den till röda, explosiva kristaller. Den är löslig i vatten, baser och svavelsyra.

## Framställning
Klordioxid kan framställas genom reduktion av natriumklorat (NaClO3) med exempelvis väteperoxid, svaveldioxid eller saltsyra:
{\displaystyle {\rm {2\ ClO_{3}^{-}+2\ Cl^{-}+4\ H^{+}\rightarrow 2\ ClO_{2}+Cl_{2}+2\ H_{2}O}}}
Vanligare är dock någon av följande reaktioner som utgår från natriumklorit (NaClO2).
- {\displaystyle {\rm {2\ NaClO_{2}+Cl_{2}\rightarrow 2\ NaCl+2\ ClO_{2}}}}

- {\displaystyle {\rm {5\ NaClO_{2}+4\ HCl\rightarrow 5\ NaCl+4\ ClO_{2}+2\ H_{2}O}}}

- {\displaystyle {\rm {2\ NaClO_{2}+Na_{2}S_{2}O_{8}\rightarrow 2\ ClO_{2}+2\ Na_{2}SO_{4}}}}

## Användning
Klordioxid verkar hämmande på mikroorganismer som bakterier, protozoer och virus och används för desinficering av vatten, sedan 1956 även av dricksvatten i större skala. Till detta anses den effektivare än klorgas.
Klordioxid används även för blekning av pappersmassa, cellulosa och textilier. Som blekmedel är den ytterst effektiv. Svagheter är att blektvättvattnet inte kan slutas och att den är relativt ineffektiv när det gäller att bryta ner hexenuronsyra.
Klordioxid är i dag även tillgänglig i stabiliserad form för personligt bruk, vatten- yt- handdesinfektion.